# Luis María de Larrea y Legarreta
Luis María de Larrea  y Legarreta (Miravalles, Vizcaya, 19 de abril de 1918 - Bilbao, 27 de mayo de 2009) fue un clérigo español, obispo sucesivamente de León y de Bilbao. A su fallecimiento era uno de los obispos católicos más ancianos del mundo. 

## Biografía
Luis María de Larrea y Legarreta nació en Miravalles y cursó sus estudios sacerdotales en el Seminario de Vitoria, siendo ordenado sacerdote el 27 de junio de 1943. Amplió su formación en la Universidad Pontificia de Salamanca, donde se licenció en Derecho Canónico, y en la Universidad Central de Madrid, en la que alcanzaría la licenciatura en Derecho Civil. En Vitoria fue profesor en el Seminario, fiscal general, defensor del vínculo en la curia de esa diócesis, rector del Seminario y canónigo de la catedral, hasta que el 25 de septiembre de 1971 fue nombrado Obispo de León, donde permaneció hasta 1979. En tierras castellanas y leonesas ejercería también el cargo de administrador apostólico de Valladolid (1974).
En febrero de 1979 sucedió a monseñor Añoveros como prelado de Bilbao. Juan María Uriarte, que ejercía en esa diócesis de obispo administrador apostólico, pasó a ser obispo auxiliar. En sus últimos años al frente de la Iglesia vizcaína, el Vaticano designó a Uriarte como obispo de Zamora en 1991, dejando a Larrea sin auxiliar. Este, con una salud mermada, presentó su renuncia por razones de edad, prorrogándose más de dos años el nombramiento de su relevo. En septiembre de 1995, Ricardo Blázquez Pérez le sucedió al frente de la diócesis de Bilbao.
Como obispo de León y de Bilbao, fue miembro de las Comisiones Episcopales de Misiones (1972-1978), Seminarios y Universidades ([/ 1993-1996|1975-1978 / 1993-1996]), y Límites (1978-1981). Fue, además, presidente (1978-1984) y vicepresidente (1984-1993) de la Comisión Episcopal de Seminarios y Universidades. Monseñor Larrea ocupó ese último cargo hasta su jubilación.
Destacó por su intensa labor evangelizadora y humanitaria. Fortaleció su colaboración con las diócesis de Pamplona, Vitoria y San Sebastián, con pastorales comunes de sus obispos.
Entre sus frutos destacan la creación del Consejo Pastoral Diocesano (1988), del Servicio diocesano de Formación de Laicos (1987) y del primer Plan Diocesano de Evangelización (1990-1995). Promovió la implantación del Proyecto Hombre (1983), el Servicio de Pastoral Penitenciaria (1989), el Secretariado Diocesano de Pastoral Obrera (1990) e impulsó la nueva etapa de Cáritas, así como la creación del Museo Diocesano de Arte Sacro (1994).
Falleció en la noche del 27 de mayo de 2009 en Bilbao.
| Predecesor: Luis Almarcha Hernández | Obispo de León 1971 - 1979   | Sucesor: Fernando Sebastián Aguilar |
| Predecesor: Antonio Añoveros Ataún  | Obispo de Bilbao 1979 - 1995 | Sucesor: Ricardo Blázquez Pérez     |